# 美国职棒大联盟季後赛
MLB季後賽（MLB Postseason）是MLB例行賽後舉行的淘汰賽賽事。美國聯盟及國家聯盟六個分區（美東、美中、美西、國東、國中、國西）在例行賽中各分區最佳戰績及二個聯盟除了分區龍頭之外戰績最好的三支球隊會晉級MLB季後賽。約於十月初開始。季後賽採淘汰制，四輪的名稱分別為：外卡系列賽、分區系列賽、聯盟冠軍賽和世界大賽，為四大職業運動規模最小的季後賽。

## 歷史

### 1968年以前：一輪賽事
二個聯盟各自比賽，例行賽戰績最佳者為該聯盟的冠軍球隊，二個聯盟的冠軍球隊進行七戰四勝制的世界大賽。（註：1903年與1919年～1921年採九戰五勝制。）

### 1969年-1993年：二輪賽事
季後賽改為二輪制。二個聯盟各分成東西二區，第一輪為五戰三勝制的聯盟冠軍賽，由二個聯盟的東西區冠軍交手，勝者為該聯盟冠軍球隊，晉級七戰四勝制的世界大賽。1985年聯盟冠軍賽改為七戰四勝制。

### 1994年-2012年：三輪賽事
重新劃分為三個分區，由二個聯盟各三個分區冠軍隊及外卡球隊參加，共計八隊。進行三個輪次的比賽。三輪的名稱分別為：分區系列賽（Division Series）、聯盟冠軍賽（League Champion Series）和世界大賽（World Series）。其中分區系列賽採五戰三勝制，其餘則為七戰四勝制。
分區系列賽的交戰對手由該聯盟戰績最佳的球隊迎戰外卡球隊。但如果二隊屬該聯盟同一分區，則由戰績次佳的分區冠軍隊迎戰外卡球隊。
交戰對手戰績較佳者享有主場優勢。但外卡球隊一律不得享有主場優勢（世界大賽除外）。

### 2012年-2021年：新增外卡一戰驟死資格賽
多加一張外卡，進行外卡一戰驟死資格賽，勝者晉級分區系列賽。

### 2022年起：四輪賽事
三個分區冠軍隊不變外，再多加一張外卡，把外卡一戰驟死資格賽更改為外卡系列賽採取三戰二勝制（高種子享有全主場），（同聯盟中三個分區冠軍勝率最低的球隊，第三種子）跟外卡三張分二組競爭，而第六種子跟第三種子對決爭奪向第二種子挑戰的權利，第四種子跟第五種子對決爭奪向第一種子挑戰的權利，獲勝者晉級分區系列賽。

## 季後賽
外卡系列賽 (Wild Card Series)
外卡系列賽是採取三戰二勝制，分區冠軍的前二名直接保送下一輪，第三種子（同聯盟中三個分區冠軍勝率最低的球隊）跟外卡第三名對決，另一組則是外卡第一名跟第二名對決（高種子享有全主場），獲勝者晉級到分區系列賽。
分區系列賽 (League Division Series)
分區系列賽是採取五戰三勝制，由戰績第一及第二的分區冠軍對上二張外卡系列賽的勝隊。分區冠軍擁有主場優勢，獲勝者晉級到聯盟冠軍賽。
聯盟冠軍賽 (League Championship Series)
聯盟冠軍賽是採取七戰四勝制，由二個聯盟分區系列賽晉級者進行對抗，戰績較佳者擁有主場優勢，獲勝者晉級至世界大賽。
世界大賽 (World Series)
世界大賽是採取七戰四勝制，由國家聯盟冠軍及美國聯盟冠軍進行對抗，戰績較佳者有主場優勢。
外卡戰與加賽的主客場優勢決定權
2017年世界大賽起將不由明星賽對戰成績決定，改由戰績較佳的一方享有主場優勢。
順位1：二隊中戰績較佳的球隊
順位2：例行賽對戰之成績
順位3：例行賽對戰同分區所有球隊之成績
順位4：例行賽最後81場比賽之戰績。
順位5：例行賽最後82場比賽之戰績。
順位6：例行賽較後面場次之成績（例如若最後81、最後82場次成績均相同，則依序比較最後83場成績→最後84場成績……依此類推）

## 獎金
有三個因素決定各選手可獲得獎金的實際金額：（1）總獎金的多寡；（2）他們的球隊在賽季/季后賽中的表現；（3）分配給個人玩家的比例多寡。
比如：
- 聯盟決賽比賽前四場和世界大賽系列賽的前四場比賽的門票收入是獎金的60％。每年季後賽的門票價格都是由美國職業棒球大聯盟（MLB）而非主場球隊確定的，因此在往屆棒球比賽中它們是相對公平的。
- 世界大賽獲勝者獲得36％，世界大賽落敗者獲得24％，兩個聯盟冠軍賽落敗者獲得12％。2020年，季後賽第一輪落敗的會獲得0.375%。
- 無論是否參賽，按照每個球員對於季後賽貢獻的程度來做劃分。

## 另見
- 季後賽
- 貝比·魯斯獎